# Michael Domenec

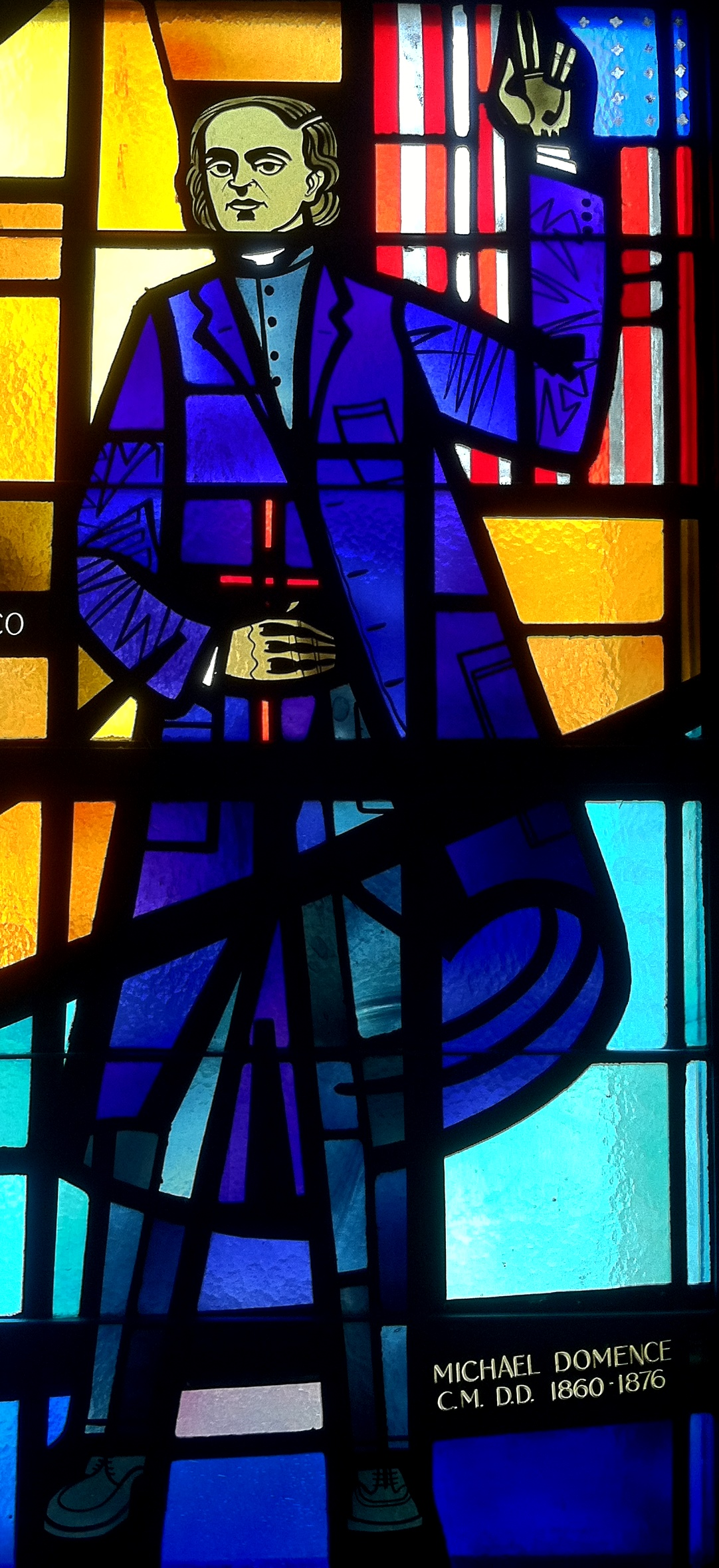
Kirchenfenster mit dem Bildnis von Bischof Michael Domenec CM

Michael Domenec CM (* 27. Dezember 1816 in Reus, Provinz Tarragona; † 5. Januar 1878 in Tarragona) war ein spanischer Ordensgeistlicher und römisch-katholischer Bischof von Allegheny.

## Leben
Die Familie von Michael Domenec musste aus politischen Gründen Spanien verlassen und ließ sich in Frankreich nieder. Domenec besuchte die Schule in Montolieu. Dort trat Michael Domenec der Ordensgemeinschaft der Lazaristen bei und legte am 28. Dezember 1834 die ewige Profess ab. Er empfing am 30. Juni 1839 das Sakrament der Priesterweihe.
1845 wurde Michael Domenec in die Vereinigten Staaten entsandt, um beim Aufbau des St. Vincent’s Seminary in Philadelphia zu helfen. Er wurde Pfarrer der Pfarreien St. Stephen in Nicetown und St. Vincent de Paul in Germantown.
Am 28. September 1860 ernannte ihn Papst Pius IX. zum Bischof von Pittsburgh. Der Erzbischof von Baltimore, Francis Patrick Kenrick, spendete ihm am 9. Dezember desselben Jahres die Bischofsweihe; Mitkonsekratoren waren der Bischof von Pittsburgh, Richard Vincent Whelan, und der Bischof von Wheeling, Joshua Maria Young. Am 11. Januar 1876 ernannte ihn Pius IX. zum Bischof von Allegheny. Die Amtseinführung erfolgte am 19. März desselben Jahres. Am 22. Juli 1877 trat Michael Domenec als Bischof von Allegheny zurück.
Michael Domenec nahm am Ersten Vatikanischen Konzil teil.